# 鹿児島市立松元小学校

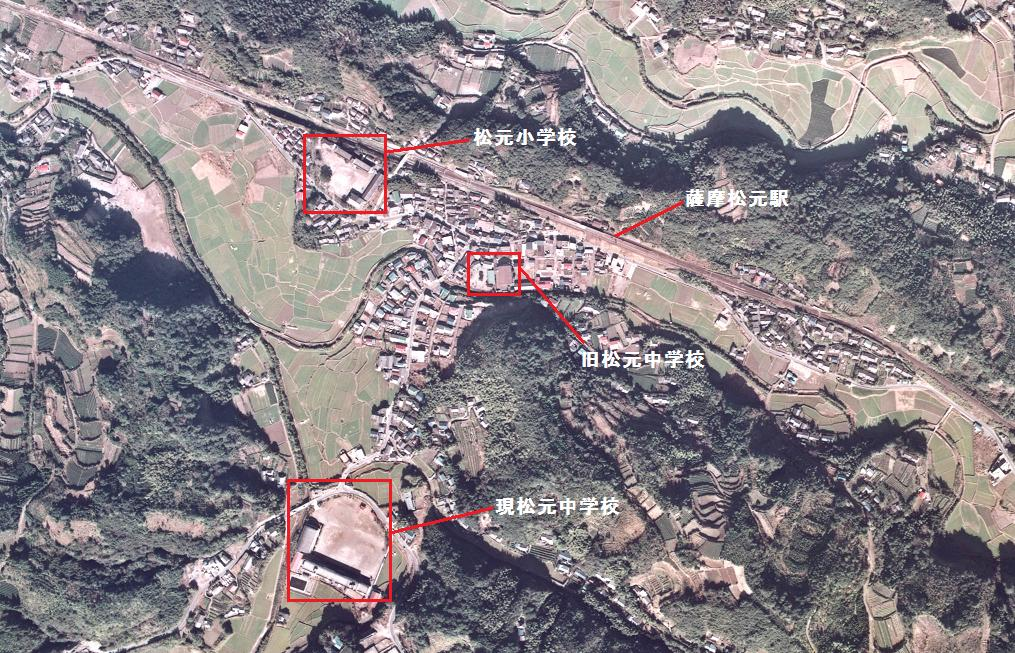
松元小学校付近の昭和49年頃の航空写真

鹿児島市立松元小学校（かごしましりつまつもとしょうがっこう）は、鹿児島県鹿児島市上谷口町にある市立の小学校。旧松元町の中心部に所在する。略称『松小』。

## 沿革
- 1896年（明治29年） - 善福簡易小学校として設置される[1]。
- 1892年（明治25年） - 現在地に移転したのと同時に尋常小学校となり善福尋常小学校に改称[1]。
- 1899年（明治32年） - 上伊集院高等小学校を併置[1]。
- 1904年（明治37年） - 善福尋常小学校と上伊集院高等小学校を合併し、上伊集院尋常高等小学校となる[1]。
- 1941年（昭和16年） - 国民学校令が施行されたのに伴い、上伊集院国民学校に改称。
- 1947年（昭和22年） - 学制改革により、上伊集院村立上伊集院小学校に改称。
- 1960年（昭和35年）4月 - 上伊集院村が町制施行し松元町となったのに伴い、松元町立松元小学校に改称[2]。
- 2004年（平成16年）11月 - 松元町が鹿児島市に編入されたのに伴い、鹿児島市立松元小学校となる[3]。

## 通学区域
松元小学校の通学区域には以下の町丁が指定されている。また近隣の日置市伊集院町下谷口の一部の区域も越境通学している。
- 上谷口町の全域
- 福山町の全域
- 松陽台町の全域
- 日置市伊集院町下谷口の一部

## 通学方法
主に徒歩が中心だが、松陽台町や上伊集院駅周辺の上谷口町に居住している児童はJR九州鹿児島本線上伊集院 - 薩摩松元間を利用して通学している。

## 進学先
市立中学校に進学する場合、松元小学校の通学区域は鹿児島市立松元中学校の通学区域となっている。

## その他
- シンボルに、校庭にある樹齢120年以上の楠がある。なお、これを題材とした絵本が同校PTAによって制作･出版された。
- 校歌の作詞者は児童文学者の椋鳩十である（本名の久保田彦穂名義での提供）。